# Кубилья, Педро
Пе́дро Рамо́н Куби́лья Альме́йда (исп. Pedro Ramón Cubilla Almeida; 25 августа 1933, Пайсанду — 15 марта 2007, Монтевидео) — уругвайский футболист, футбольный тренер и художник. Старший брат знаменитого футболиста сборной Уругвая 1960-х годов и тренера Луиса Кубильи.

## Биография

### Игровая карьера
Педро Кубилья — воспитанник футбольной школы «Насьоналя». В основном составе «трёхцветных» Педро дебютировал в 1953 году, а спустя два года перешёл в другой столичный клуб — «Ливерпуль», где у молодого опорного полузащитника было больше игровой практики. С 1957 по 1960 год Педро выступал за «Пеньяроль», причём все эти годы он играл вместе со своим младшим братом Луисом. Кубилья трижды подряд становился чемпионом Уругвая.
В 1960 году Педро уже меньше попадал в основу «ауринегрос», пропустив розыгрыш первого в истории Кубка Либертадорес. По этой причине в 1961 году он перешёл в «Рамплу Хуниорс», что благотворно повлияло на его карьеру — в том же году полузащитника пригласили в сборную Уругвая. Вместе со сборной он принял участие в чемпионате мира 1962 года. На мундиале в Чили Педро Кубилья не сыграл ни в одном из трёх матчей. Сборная, в которой также играл брат Луис, не сумела выйти из группы. Всего за национальную команду с 12 октября 1961 по 2 мая 1962 года Педро Кубилья провёл семь матчей. По другим данным, провёл за сборную шесть матчей.
В 1963 году Кубилья перешёл в аргентинский «Уракан», в составе которого за два года сыграл в 43 матчах чемпионата, забив два гола. Успешные выступления за «глобо» привлекли внимание гранда — уругвайца купил «Ривер Плейт», в котором он воссоединился с братом. Однако сыграть вместе уже в «Ривере» им не довелось — Педро пропустил весь сезон из-за травмы. В 1966 году он перешёл в «Кильмес», а затем вернулся на родину, присоединившись к «Дефенсору». В 1968 году завершил карьеру футболиста в канадской команде «Торонто Фэлконс», принимавшей участие в первом в истории сезоне NASL.

### Тренерская карьера
Педро Кубилья самостоятельно руководил рядом уругвайских команд, среди которых были «Сентраль Эспаньол», «Феникс», «Уракан», «Данубио», «Уракан Бусео». Также он работал с зарубежными клубами — чилийским «Сантьяго Морнингом», эквадорским «Депортиво Кито», коста-риканским «Картахинесом», а также с парагвайской «Олимпией».
На протяжении многих лет работал в тренерском штабе своего брата Луиса — в «Насьонале», «Пеньяроле», «Олимпии». В 1979 году «Олимпия» под руководством Луиса Кубильи выиграла Кубок Либертадорес, добившись права сыграть за Межконтинентальный кубок против финалиста Кубка европейских чемпионов «Мальмё». Первый матч в Швеции «Олимпия» выиграла со счётом 1:0. По окончании сезона Луис Кубилья перешёл в аргентинский «Ньюэллс Олд Бойз», и обязанности главного тренера в первой половине 1980 года исполнял Педро. Его подопечные выиграли и вторую игру Межконтинентального кубка, одолев на «Дефенсорес дель Чако» европейцев со счётом 2:1. Это был единственный в истории Межконтинентального кубка случай, когда трофей завоевали два разных тренера, тем более два тренера-брата. В том же году асунсьонский клуб под руководством Педро Кубильи завоевал Межамериканский кубок.
В 1991 году Педро Кубилья возглавлял сборную Уругвая, а затем вновь стал ассистентом в штабе своего брата, который руководил главной уругвайской командой до 1993 года. В 1997 году Педро Кубилья стал председателем Уругвайской ассоциации тренеров. Последним клубом в тренерской карьере Педро Кубильи стал коста-риканский «Картахинес».

## Личная жизнь
Младший брат Педро, Луис Кубилья (1940—2013), также был профессиональным футболистом, выступал за «Пеньяроль», «Насьональ», аргентинский «Ривер Плейт», испанскую «Барселону» и сборную Уругвая (в 1959—1974 годах). Луис Кубилья — один из лучших игроков Южной Америки 1960-х годов, занимает 11-е место в списке лучших футболистов XX века по версии МФФИИС.
Педро Кубилья получил известность не только в качестве футболиста и тренера — он профессионально занимался рисованием, его работы с изображениями афро-уругвайской культуры кандомбе, живопись и портреты неоднократно демонстрировались в различных галереях.
Педро Кубилья умер от рака в Монтевидео 15 марта 2007 года в возрасте 73 лет. Был похоронен в семейном пантеоне кладбища в Бусео (Монтевидео).

## Статистика
Ниже представлена статистика игр сборной Уругвая под руководством Педро Кубильи в 1991 году.
| 5 мая 1991 Товарищеский матч | США        | 1:0 | Уругвай | Денвер, США                                                          |
|                              | Вермес 26′ |     |         | Стадион: «Майл Хай Стэдиум» Зрителей: 35 772 Судья: Тони Эвангелиста |

| 7 мая 1991 Camel Cup | Мексика | 0:2 | Уругвай                  | Лос-Анджелес, США                                                                |
|                      |         |     | Лопес 61′ · Феррейра 89′ | Стадион: «Лос-Анджелес Мемориэл Колизеум» Зрителей: 10 000 Судья: Артуро Анхелес |

| 14 мая 1991 Товарищеский матч | Коста-Рика | 0:1 | Уругвай    | Сан-Хосе, Коста-Рика                                           |
|                               |            |     | Седрес 89′ | Стадион: Национальный Зрителей: 3 500 Судья: Рональд Гутьеррес |

| 30 мая 1991 Товарищеский матч | Чили                    | 2:1 | Уругвай           | Сантьяго, Чили                                             |
|                               | Вега 63′ · Гонсалес 80′ |     | Абарка 26′ (авт.) | Стадион: «Санта-Лаура» Зрителей: 4 500 Судья: Иван Герреро |

## Достижения

### В качестве игрока
- Чемпион Уругвая (3): 1958, 1959, 1960

### В качестве тренера
В качестве главного тренера
- Чемпион Парагвая (1): 1980 (ушёл с поста в ходе сезона)
- Обладатель Межамериканского кубка (1): 1979
- Обладатель Межконтинентального кубка (1): 1979 (первый матч — в качестве ассистента, ответный — в качестве главного тренера)
- Camel Cup (1): 1991 (товарищеский международный турнир)

В качестве ассистента
- Чемпион Уругвая (2): 1977, 1982
- Чемпион Парагвая (1): 1979